# Хубен, Карл
Святой Карл Святого Андрея (нидерл. Karel van Sint Andries), урожд. Йоханнес Андреас Хубен (нидерл. Joannes Andreas Houben, 11 декабря 1821[…], Ситтард-Гелен, Лимбург — 5 января 1893[…], Монастырь Маунт-Аргус) — нидерландский священник-пассионист, служивший в Ирландии XIX века. С его именем связаны многочисленные чудесные исцеления. Слава Хубена как чудотворца была настолько велика, что Джеймс Джойс даже упомянал его в своём знаменитом романе «Улисс».

## Жизнь
Родился 11 декабря 1821 года в семье мельника Петера Йозефа Хубена и его жены Йоханны Элизабет Луйтен. Кроме него в семье было ещё десять детей. В детстве был застенчивым и тихим ребёнком, в школе отставал от своих сверстников.
В 19-летнем возрасте был зачислен на военную службу в Первый пехотный полк Нидерландов. Когда в городе произошли беспорядки, солдатам приказали стрелять в толпу. Боясь попасть в человека, Хубен направил винтовку в другую сторону и едва не застрелил вышестоящего офицера. В феврале 1845 года срок его службы в армии подошёл к концу, и он был официально уволен.
В 1845 году Хубен поступил в послушники к пассионистам. В следующем году он принёс монашеские обеты и взял имя Карл Святого Андрея. В 1850 году рукоположен в священники, а в 1852 году направлен служить в Англию. Будучи священником в приходе св. Уилфреда и соседних, познакомился с ирландцами, которые эмигрировали в Англию, спасаясь от голода в Ирландии. В июле 1857 года Хубена перевели в Ирландию в недавно основанный монастырь Маунт-Аргус в Гарольд-Кросс в Дублине.
Традиционно пассионисты должны вести миссионерскую деятельность и проповедовать о Страстях Христовых. Хубен не был хорошим проповедником, поскольку так в полной мере и не овладел английским языком. Тем не менее он полюбил ирландцев и преуспел в утешении болящих. Прославился же он благодаря чудесным исцелениям: он стал настолько популярен в народе, что епархиальные власти и доктора относились к нему с подозрением. Некоторые врачи даже жаловались кардиналу Каллену, архиепископу Дублина, на то, что из-за него люди не обращаются к врачам.

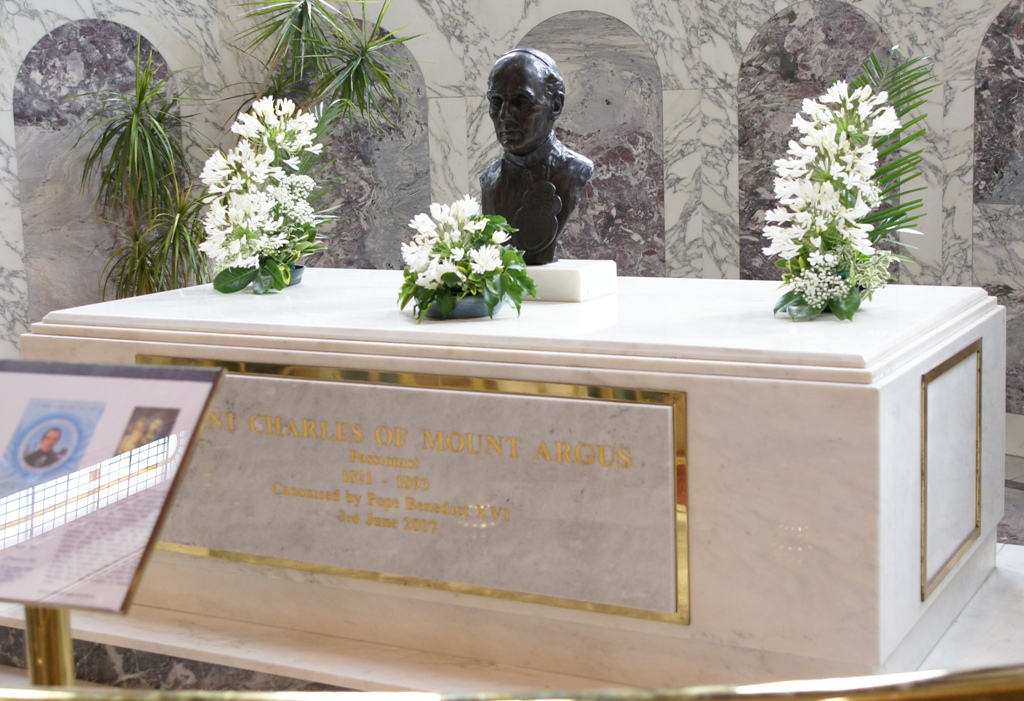
Рака с мощами святого Карла в церкви в Дублине, Ирландия.

Поскольку мошенники начали продавать освящённую Карлом святую воду по всей Ирландии, в 1866 году его перевели обратно в Англию. В 1874 году Хубен вернулся в Дублин и жил в монастыре Маунт-Аргус до самой своей смерти 5 января 1893 года.

## Почитание
Папа Иоанн Павел II беатифицировал Хубена 16 октября 1988 года в соборе Святого Петра. Канонизирован папой Бенедиктом XVI 3 июня 2007 года.
День памяти — 5 января.